# Сакмагуш
Сакмагуш — река в России, протекает по Баймакскому району Башкортостана. Устье реки находится в 1,4 км по левому берегу реки Тавла. Длина реки составляет 15 км.

## Данные водного реестра
По данным государственного водного реестра России относится к Уральскому бассейновому округу, водохозяйственный участок реки — Сакмара от истока до впадения реки Большой Ик. Речной бассейн реки — Урал (российская часть бассейна).
Код объекта в государственном водном реестре — 12010000512112200004891.